# Об’єднання регіонів Латвії
Об’єднання регіонів Латвії (латис. Latvijas Reģionu apvienība, LRA) — центристська політична партія Латвії, заснована 13 березня 2014 року. Очолює партію чинний Голова Сейму Латвії Едвардс Смілтенс.

## Історія
Заснована 13 березня 2014 року як об’єднання партій: Альянсу регіонів, Відземської партії та Огрському краю. Мартіньш Бондарс був обраний головою правління об’єднання під час його заснування. До його правління обрано Ілгоніса Лейшавнієкса з Відземської партії та Дайніса Лієпіньша з Альянсу регіонів.
Асоціація брала участь у виборах до Європарламенту 2014 року, де набрала 2,49% голосів, не подолавши 5% бар’єр і не пройшовши до Європарламенту. На виборах до Сейму того ж року Мартіньш Бондарс був кандидатом на посаду прем’єр-міністра від альянсу. З 6,66% голосів альянс пройшов до парламенту, де отримав вісім місць. 
У лютому 2017 року альянс оприлюднив заяву про те, що на майбутніх муніципальних виборах у Ризі вона сформує спільний список із партією «Для розвитку Латвії». Мартіньш Бондарс був висунутий кандидатом на посаду мера Риги.
На виборах 2018 року альянс не подолав п’ятивідсотковий бар’єр, але, набравши 4,15% голосів, отримав щорічне державне фінансування приблизно €25 000 до наступних виборів.
22 серпня 2020 року після того, як офіційні особи залучених сторін підписали документи про реорганізацію та проголосували за, «Альянс регіонів» об’єднався з партією «Огрському краю», утворивши партію «Об’єднання регіонів Латвії». Відземська партія та інші асоціації в альянся залишилися в статусі партнерів партії.
Готуючись до наступних виборів, у травні 2022 року партія оголосила про створення спільного списку з Латвійською зеленою партією та Лієпайською партією, які вийшли зі Союзу зелених і селян, а також із ще неутворенною політичною громадською організацією лієпайського будівельного підрядника Улдіса Піленса. Асоціація під назвою «Об’єднанний список Латвії» була створена 1 липня. Як інша можлива назва виборчого списку називалася «Сила регіонів». На виборах до Сейму, що відбулися 1 жовтня 2022 року, «Об’єднанний список» отримав високу підтримку виборців і увійшов до 14-го Сейму, до якого також входять представники LRA.

## Результати виборів

### Вибори до Сейму
| Рік  | Лідер            | Голосів | %          | Місць   | +/– | Уряд             |
| ---- | ---------------- | ------- | ---------- | ------- | --- | ---------------- |
| 2014 | Мартіньш Бондарс | 60,812  | 6.71 (#5)  | 8 / 100 | ▲8  | Опозиція         |
| 2018 | Едвардс Смілтенс | 35,018  | 4.17 (#8)  | 0 / 100 | ▼8  | Поза парламентом |
| 2022 | Едвардс Смілтенс | 100,631 | 11.14 (#3) | 7 / 100 | ▲7  | Коаліція         |

1. ↑  Балотувались як частина Об’єднанного списку — коаліції Латвійської партії зелених, Лієпайської партії та Об’єднання регіонів Латвії

### Вибори до Європейського парламенту
| Рік  | Голосів | %        | Місць | +/– |
| ---- | ------- | -------- | ----- | --- |
| 2014 | 11,035  | 2.5 (#7) | 0 / 8 | ▬0  |
| 2019 | 23,581  | 5.0 (#7) | 0 / 8 | ▬0  |